# Welch Motor Car Company

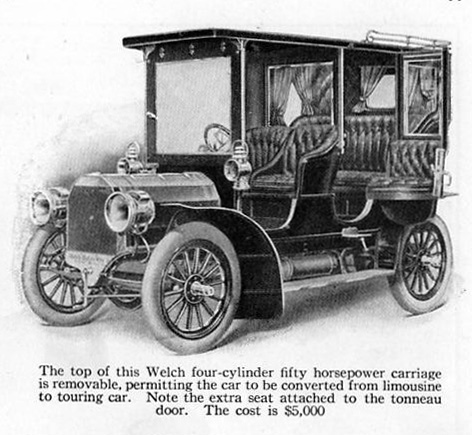
Welch von 1905

Welch Motor Car Company, vorher Chelsea Manufacturing Company Limited, war ein US-amerikanischer Hersteller von Automobilen.

## Unternehmensgeschichte
A. R. Welch betrieb seit etwa 1899 die Chelsea Manufacturing Company in Chelsea in Michigan. Zusammen mit seinem Bruder Fred Welch stellte er 1901 sein erstes Auto her. Anfang 1903 präsentierte er es auf der Chicago Automobile Show. Daraufhin gründete er die Chelsea Manufacturing Company Limited in der gleichen Stadt. Die Produktion von Automobilen begann. Der Markenname lautete Welch. J. D. Watson war ein Geldgeber. Anfang 1904 folgte der Bankrott. Eine Quelle gibt eine Gesamtproduktion von 15 Fahrzeugen an, eine andere monatlich 15 Fahrzeuge.
Eine Reorganisation führte 1904 zur Welch Motor Car Company. Der Sitz war nun in Pontiac, ebenfalls in Michigan.
1909 wurde zusätzlich die Welch Company in Detroit zur Produktion billigerer Fahrzeuge gegründet. Die Fahrzeuge aus Pontiac wurden daraufhin inoffiziell Welch-Pontiac genannt.
Im Sommer 1909 kam es zu einer Verbindung mit General Motors. 1910 erfolgte die Übernahme.
1911 endete die Produktion. General Motors verlegte die Werksausstattung in die ehemalige Fabrik der Rainier Motor Car Company nach Saginaw und brachte 1912 als Nachfolgemarke Marquette auf den Markt.

## Fahrzeuge
Der Prototyp von 1901 hatte einen selbst hergestellten Zweizylindermotor. Er hatte OHV-Ventilsteuerung und leistete 20 PS Leistung. Er war unter dem Sitz montiert und trieb die Hinterachse an. Gelenkt wurde mit einem Lenkhebel.
Von 1903 bis 1904 gab es den Tourist. Er hatte einen Motor mit den gleichen Leistungsdaten, aber als Frontmotor. Das Fahrgestell hatte 198 cm Radstand. Zur Wahl standen Runabout und Tonneau.
1905 folgte der 30/36 PS. Sein Vierzylindermotor war mit 30/36 PS angegeben. Der Radstand betrug 290 cm. Überliefert sind Tonneau mit seitlichem Zustieg, Limousine, Canopy-Top-Tourenwagen, Victoria und Landaulet.
1906 standen zwei Wagen zur Auswahl. Beide hatten einen Vierzylindermotor mit 50 PS Leistung und einen Radstand von 300 cm. Model D war als fünfsitziger Tourenwagen und ebenfalls fünfsitzige Limousine erhältlich, das Model F nur als fünfsitziger Tourenwagen.
1907 sah eine weitere Ausweitung des Sortiments. Mit dem vom Vorjahr bekannten Motor gab es das unveränderte Model D, Model E mit 284 cm Radstand als Runabout mit zwei und vier Sitzen, Model F mit 315 cm Radstand als siebensitzigen Tourenwagen, Model G mit 328 cm Radstand als siebensitzigen Tourenwagen sowie Model I mit dem gleichen Radstand als siebensitzige Limousine. Das Model H hatte erstmals einen Sechszylindermotor, der 70 PS leistete. Der einzige Aufbau war ein offener Tourenwagen mit sieben Sitzen. Der Radstand betrug 351 cm.
1908 hatten Model 4-I als Limousine und Model 4-L als Tourenwagen den Vierzylindermotor mit 50 PS Leistung sowie das kürzere Fahrgestell mit 328 cm Radstand. Model 6-I als Limousine und Model 6-L als Tourenwagen hatten den 70-PS-Sechszylindermotor und 351 cm Radstand. Alle Aufbauten boten Platz für sieben Personen.
1909 wurde bei den Vierzylindermodellen der Radstand auf 318 cm gekürzt. Model 4-I war jetzt auch als Landaulet mit sieben Sitzen und Town Car mit sechs Sitzen erhältlich. Neu war das Model 4-M mit dem gleichen Motor, aber nur 305 cm Radstand und einem Aufbau als Baby Tonneau. Die Sechszylindermotoren leisteten nun 75 PS. Das Karosserieangebot des Model 6-I entsprach dem Model 4-I. Das Model 6-M als Baby Tonneau kam neu auf den Markt.
1910 standen vier Modelle zur Auswahl. Model 4-L als siebensitzige Limousine und Model 4-N als siebensitziger Tourenwagen entsprachen den Vierzylindermodellen des Vorjahres. Das Model 4-R hatten einen stärkeren Motor mit 70 PS Leistung, einen längeren Radstand von 330 cm und war als siebensitziger Tourenwagen karosseriert. Das Model 6-N löste das Model 6-L ab.
1911 blieb nur noch das Model 4-R übrig.

## Modellübersicht
| Jahr      | Modell    | Zylinder | Leistung (PS) | Radstand (cm) | Aufbau                                                                          |
| --------- | --------- | -------- | ------------- | ------------- | ------------------------------------------------------------------------------- |
| 1903–1904 | Tourist   | 2        | 20            | 198           | Runabout, Tonneau                                                               |
| 1905      | 30/36 HP  | 4        | 30/36         | 290           | Side Entrance Tonneau, Limousine, Canopy Top Tourenwagen, Victoria, Landaulette |
| 1906      | Model D   | 4        | 50            | 300           | Tourenwagen 5-sitzig, Limousine 5-sitzig                                        |
| 1906      | Model F   | 4        | 50            | 300           | Tourenwagen 5-sitzig                                                            |
| 1907      | Model D   | 4        | 50            | 300           | Tourenwagen 5-sitzig, Limousine 5-sitzig                                        |
| 1907      | Model E   | 4        | 50            | 284           | Runabout 2-sitzig und 4-sitzig                                                  |
| 1907      | Model F   | 4        | 50            | 315           | Tourenwagen 7-sitzig                                                            |
| 1907      | Model G   | 4        | 50            | 328           | Tourenwagen 7-sitzig                                                            |
| 1907      | Model H   | 6        | 70            | 351           | Tourenwagen 7-sitzig                                                            |
| 1907      | Model I   | 4        | 50            | 328           | Limousine 7-sitzig                                                              |
| 1908      | Model 4-I | 4        | 50            | 328           | Limousine 7-sitzig                                                              |
| 1908      | Model 4-L | 4        | 50            | 328           | Tourenwagen 7-sitzig                                                            |
| 1908      | Model 6-I | 6        | 70            | 351           | Limousine 7-sitzig                                                              |
| 1908      | Model 6-L | 6        | 70            | 351           | Tourenwagen 7-sitzig                                                            |
| 1909      | Model 4-I | 4        | 50            | 318           | Limousine 7-sitzig, Landaulet 7-sitzig, Town Car 6-sitzig                       |
| 1909      | Model 4-L | 4        | 50            | 318           | Tourenwagen 7-sitzig                                                            |
| 1909      | Model 4-M | 4        | 50            | 305           | Baby Tonneau                                                                    |
| 1909      | Model 6-I | 6        | 75            | 351           | Limousine 7-sitzig, Landaulet 7-sitzig, Town Car 6-sitzig                       |
| 1909      | Model 6-L | 6        | 75            | 351           | Tourenwagen 7-sitzig                                                            |
| 1909      | Model 6-M | 6        | 75            | 351           | Baby Tonneau                                                                    |
| 1910      | Model 4-L | 4        | 50            | 318           | Limousine 7-sitzig                                                              |
| 1910      | Model 4-N | 4        | 50            | 318           | Tourenwagen 7-sitzig                                                            |
| 1910      | Model 4-R | 4        | 70            | 330           | Tourenwagen 7-sitzig                                                            |
| 1910      | Model 6-N | 6        | 75            | 351           | Tourenwagen 7-sitzig                                                            |
| 1911      | Model 4-R | 4        | 70            | 330           | Tourenwagen 7-sitzig                                                            |